# Ester Dean

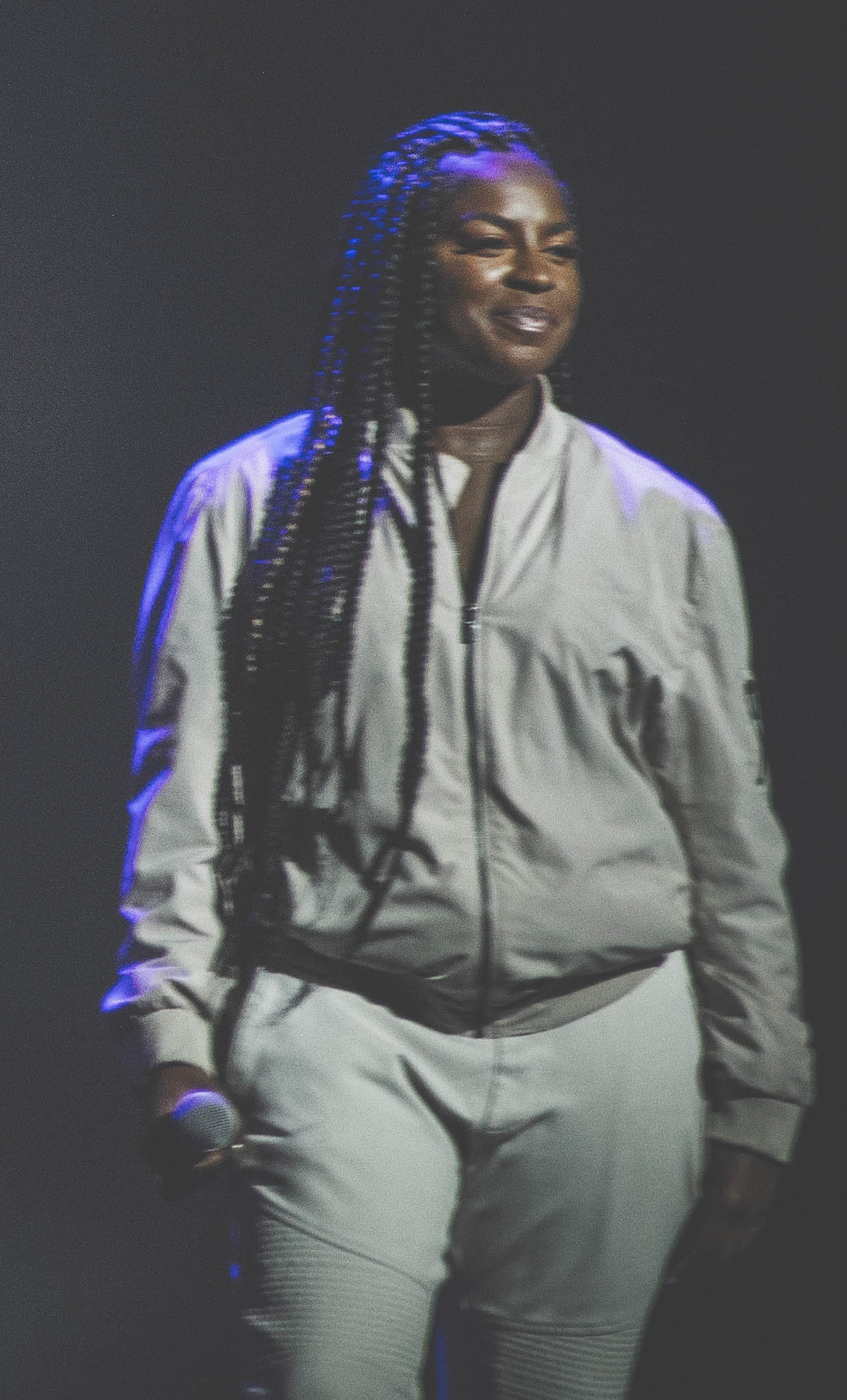
Ester Dean

Esther Renay "Ester" Dean (Muskogee, 15 april 1982) is een Amerikaanse zangeres, songwriter, producer en actrice. Ze heeft tevens muzieknummers geschreven voor andere artiesten. Dean kreeg de bijnaam 'The Song Factory' dankzij de nummer 1-hits die zij schreef voor Rihanna en Katy Perry.
In 2011 droeg Dean bij aan de soundtrack voor de film Rio. Daarnaast nam ze de single "Invincible" op voor het debuutalbum van de rapper Machine Gun Kelly.
Tijdens de 54e editie van de Grammy Awards was Dean genomineerd voor Album of the Year als producer van Rihanna's album Loud.
In 2012 sprak ze twee stemmen in voor Ice Age: Continental Drift en schreef tevens het lied "We Are (Family)" voor deze film. Haar acteerdebuut maakte ze in de film Pitch Perfect (2012) in de rol van Cynthia-Rose Adams. Ook in de vervolgfilms Pitch Perfect 2 (2015) en Pitch Perfect 3 (2017) vertolkte zij deze rol.
- Bibliothèque nationale de France: cb16738558f (data)
- International Standard Name Identifier: 0000 0001 2257 2235
- Library of Congress Control Number: no2011115933
- MusicBrainz: 0b323c4b-1258-4775-a8e2-ee71f4bf9a45
- Nationale Bibliotheek van Tsjechië: xx0213252
- Virtual International Authority File: 172383990
- WorldCat: E39PBJcKJwjCXTcWjc6Xmqp773